# Cabinet Seidel I
Le premier cabinet de Hanns Seidel était le gouvernement du Land de Bavière- du 16 octobre 1957 au 9 décembre 1958, ce qui en fait le septième gouvernement fédéré bavarois d'après-guerre.
Dirigé par le chrétien-social Hanns Seidel, il était soutenu par une coalition entre l'Union chrétienne-sociale en Bavière (CSU), le Parti libéral-démocrate (FDP) et le Bloc des réfugiés (GB/BHE).

## Composition
| Fonction                                                               | Titulaire | Titulaire         | Parti  | Secrétaire d'État                      |
| ---------------------------------------------------------------------- | --------- | ----------------- | ------ | -------------------------------------- |
| Ministre-président                                                     |           | Hanns Seidel      | CSU    |                                        |
| Vice-ministre-président Ministre du Travail et de l'Assistance sociale |           | Walter Stain      | GB/BHE | Paul Strenkert                         |
| Ministre de l'Intérieur                                                |           | Otto Bezold       | FDP    | Heinrich Junker                        |
| Ministre de la Justice                                                 |           | Willi Ankermüller | CSU    | Alfons Goppel                          |
| Ministre des Finances                                                  |           | Rudolf Eberhard   | CSU    | Albrecht Haas                          |
| Ministre de l'Économie et des Transports                               |           | Otto Schedl       | CSU    | Willi Guthsmuths                       |
| Ministre de l'Agriculture et des Forêts                                |           | Alois Hundhammer  | CSU    | Erich Simmel                           |
| Ministre de l'Enseignement et de la Culture                            |           | Theodor Maunz     | CSU    | Karl Burkhardt (à partir du 05/11/1957 |